# Adam Gnezda Čerin
Adam Gnezda Čerin (* 16. července 1999) je slovinský profesionální fotbalista, který hraje na pozici záložníka za řecký klub Panathinaikos Athény a slovinský národní tým.

## Klubová kariéra
Dne 2. července 2022 opustil Gnezda Čerin 1. FC Norimberk a podepsal čtyřletou smlouvu s řeckým týmem Panathinaikos za údajnou přestupovou částku 700 000 eur.

## Reprezentační kariéra
Gnezda Čerin debutoval za Slovinsko 11. listopadu 2020 v přátelském utkání proti Ázerbájdžánu. Do utkání nastoupil a v poločase byl vystřídán.

## Statistiky

### Klubové
Platí k zápasu hranému 20. února 2025.
| Klub               | Sezóna            | Liga               | Liga   | Liga | Národní pohár | Národní pohár | Kontinentální | Kontinentální | Celkově | Celkově |
| Klub               | Sezóna            | Soutěž             | Zápasy | Góly | Zápasy        | Góly          | Zápasy        | Góly          | Zápasy  | Góly    |
| ------------------ | ----------------- | ------------------ | ------ | ---- | ------------- | ------------- | ------------- | ------------- | ------- | ------- |
| Domžale            | 2017/18           | Slovinská PrvaLiga | 11     | 1    | 0             | 0             | 2             | 0             | 13      | 1       |
| Domžale            | 2018/19           | Slovinská PrvaLiga | 35     | 7    | 2             | 1             | 4             | 0             | 41      | 8       |
| Domžale            | 2019/20           | Slovinská PrvaLiga | 7      | 0    | 0             | 0             | 4             | 1             | 11      | 1       |
| Domžale            | Celkově           | Celkově            | 53     | 8    | 2             | 1             | 10            | 1             | 65      | 10      |
| 1. FC Norimberk    | 2019/20           | 2. Bundesliga      | 5      | 0    | 0             | 0             | —             | —             | 5       | 0       |
| Rijeka (hostování) | 2020/21           | Prva HNL           | 28     | 1    | 3             | 0             | 5             | 0             | 36      | 1       |
| Rijeka (hostování) | 2021/22           | Prva HNL           | 30     | 2    | 3             | 0             | 4             | 0             | 37      | 2       |
| Rijeka (hostování) | Celkově           | Celkově            | 58     | 3    | 6             | 0             | 9             | 0             | 73      | 3       |
| Panathinaikos      | 2022/23           | Řecká Superliga    | 34     | 1    | 4             | 3             | 2             | 0             | 40      | 4       |
| Panathinaikos      | 2023/24           | Řecká Superliga    | 26     | 3    | 4             | 0             | 10            | 0             | 40      | 3       |
| Panathinaikos      | 2024/25           | Řecká Superliga    | 18     | 2    | 4             | 1             | 11            | 0             | 33      | 3       |
| Panathinaikos      | Celkově           | Celkově            | 78     | 6    | 12            | 4             | 23            | 0             | 113     | 10      |
| Celkově v kariéře  | Celkově v kariéře | Celkově v kariéře  | 194    | 17   | 20            | 5             | 42            | 1             | 256     | 23      |

### Reprezentační
Platí k zápasu hranému 17. listopadu 2024.
| Národní tým | Rok     | Zápasy | Góly |
| ----------- | ------- | ------ | ---- |
| Slovinsko   | 2020    | 1      | 0    |
| Slovinsko   | 2021    | 6      | 1    |
| Slovinsko   | 2022    | 10     | 1    |
| Slovinsko   | 2023    | 10     | 1    |
| Slovinsko   | 2024    | 14     | 2    |
| Celkově     | Celkově | 41     | 5    |

#### Reprezentační góly
Skóre a výsledky Slovinska jsou vždy zapsány jako první. Góly Adama Gnezdy Čerina jsou zvýrazněny.
| Gól | Datum              | Místo                                 | Soupeř        | Skóre | Výsledek | Soutěž                                            |
| --- | ------------------ | ------------------------------------- | ------------- | ----- | -------- | ------------------------------------------------- |
| 1.  | 14. listopadu 2021 | Stadion Stožice, Lublaň, Slovinsko    | Kypr          | 2:0   | 2:1      | Kvalifikace na Mistrovství světa ve fotbale 2022  |
| 2.  | 12. června 2022    | Stadion Stožice, Lublaň, Slovinsko    | Srbsko        | 1:2   | 2:2      | Liga národů UEFA 2022/23                          |
| 3.  | 17. října 2023     | Windsor Park, Belfast, Severní Irsko  | Severní Irsko | 1:0   | 1:0      | Kvalifikace na Mistrovství Evropy ve fotbale 2024 |
| 4.  | 26. března 2024    | Stadion Stožice, Lublaň, Slovinsko    | Portugalsko   | 1:0   | 2:0      | Přátelský zápas                                   |
| 5.  | 17. listopadu 2024 | Ernst-Happel-Stadion, Vídeň, Rakousko | Rakousko      | 1:1   | 1:1      | Liga národů UEFA 2024/25                          |

## Úspěchy
Panathinaikos
- Řecký pohár: 2023/24